# Вален (Базель-Ланд)
Вален (нім. Wahlen BL) — громада  в Швейцарії в кантоні Базель-Ланд, округ Лауфен.

## Географія
Громада розташована на відстані близько 55 км на північ від Берна, 19 км на південний захід від Лісталя.
Вален має площу 5,4 км², з яких на 11,3% дозволяється будівництво (житлове та будівництво доріг), 55% використовуються в сільськогосподарських цілях, 33,8% зайнято лісами, 0% не є продуктивними (річки, льодовики або гори).

## Демографія
2019 року в громаді мешкало 1466 осіб (+10,1% порівняно з 2010 роком), іноземців було 12,3%. Густота населення становила 271 осіб/км².
За віковим діапазоном населення розподілялося таким чином: 19,5% — особи молодші 20 років, 63,2% — особи у віці 20—64 років, 17,3% — особи у віці 65 років та старші. Було 617 помешкань (у середньому 2,3 особи в помешканні).
Із загальної кількості 195 працюючих 39 було зайнятих в первинному секторі, 30 — в обробній промисловості, 126 — в галузі послуг.